# James Rado
James Rado (eigentlich: James Radomski) (* 23. Januar 1932 in Venice Beach, Kalifornien; † 21. Juni 2022 in New York City) war ein US-amerikanischer Schauspieler und Autor und wurde besonders durch seine Miturheberschaft am Musical Hair bekannt. 
Rado arbeitete zunächst vor allem im Kindertheater. In den frühen 1960er Jahren zog er nach New York und spielte etliche Rollen am Broadway, unter anderem auch in dem Erfolgsmusical Hair. Er selbst oder seine Lieder spielen in folgenden Filmen eine Rolle:

## Filmografie (Auswahl)
- 1969: Lion’s Love
- 1969: The Benny Hill Show
- 1970: The Best on Record
- 1973: Woman is Sweeter
- 1979: Hair
- 1992: Mistress
- 1994: Forrest Gump

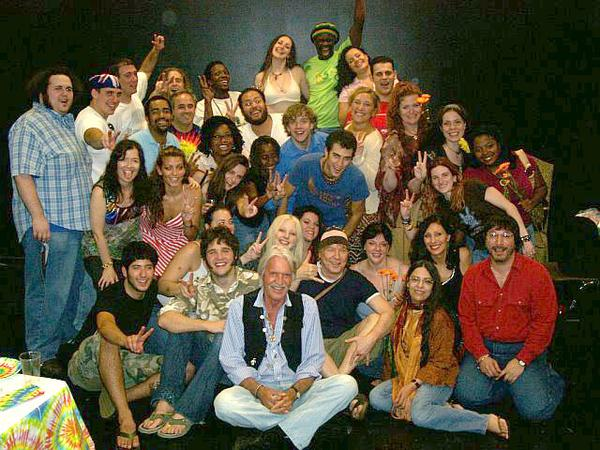
Der Hair-Cast mit Rado im schwarzen T-Shirt und Mütze in der zweiten Reihe hinter dem Produzenten Michael Butler

- 1996: Die Brady Family 2 (A Very Brady Sequel)
- 1999: The Out-Of-Towners
- 2000: The Dish
- 2001: Recess: Scool’s Out
- 2001: Blow Dry
- 2001: Das B-Team: Beschränkt und auf Bewährung (The Parole Officer)
- 2001: The Papp Project
- 2004: Connie und Carla (Connie and Carla)
- 2005: Charlie und die Schokoladenfabrik (Charlie and the Chocolate Factory)
- 2005: Jungfrau (40), männlich, sucht… (The 40 Year-Old Virgin)
- 2007: Ear of the Heart: The Music of Galt McDermot